# Donaueschingen
Donaueschingen är en stad i Schwarzwald-Baar-Kreis i regionen Schwarzwald-Baar-Heuberg i Regierungsbezirk Freiburg i förbundslandet Baden-Württemberg i Tyskland. Donaueschingen, som för första gången omnämns i ett dokument från år 889, har cirka 22 000 invånare.
Staden ingår i kommunalförbundet Donaueschingen tillsammans med städerna Bräunlingen och Hüfingen.